# Sentença (lógica matemática)
Em lógica matemática, uma sentença de uma lógica de predicados é uma fórmula bem formada com valor booleano e sem variáveis livres. Uma sentença pode ser vista como expressão de uma proposição, algo que possa ser falso ou então verdadeiro. A restrição de não possuir variáveis livres é necessária para assegurar que sentenças possam ter valores verdade concretos e fixos: Como as variáveis livres de uma fórmula (geral) podem assumir diversos valores, o valor verdade de tal fórmula pode variar.
Sentenças sem quaisquer conectivos lógicos ou quantificadores são conhecidas como sentenças atômicas; por analogia a fórmula atômica. Sentenças são, então, construídas a partir de sentenças atômicas por meio da aplicação de conectivos e quantificadores.
Um conjunto de sentenças é chamado de teoria; assim, sentenças individuais podem ser chamadas teoremas. Para avaliar corretamente a verdade (ou falsidade) de uma sentença, é preciso fazer referência a uma interpretação da teoria. Para teorias de primeira-ordem, interpretações são comumente chamadas estruturas. Dada uma estrutura ou interpretação, uma sentença tem um valor verdade fixo. Uma teoria é satisfatível quando todas suas sentenças são verdade.

## Exemplo
O exemplo a seguir está em lógica de primeira ordem.
{\displaystyle \forall y\exists x(x^{2}=y)}
é uma sentença. Essa sentença é verdadeira nos números reais positivos ℝ+, falsa nos números reais ℝ, e verdadeira nos números complexos ℂ. (Em português, essa sentença é interpretada para dizer que todo o número da estrutura é o quadrado de um membro daquela estrutura particular). Por outro lado, a fórmula:
{\displaystyle \exists x(x^{2}=y)}
não é uma sentença, por causa da presença da variável livre y. Na estrutura dos números reais, essa fórmula é verdadeira se substituirmos (arbitrariamente) y = 2, mas falsa se y = -2. (O que importa é a presença de uma variável livre, em vez do valor da variável da verdade, por exemplo, mesmo na estrutura dos números complexos, onde a declaração é sempre verdade, ainda não é considerado uma sentença). Em vez disso, em vez de fórmula pode ser referido como predicado.